# کیرا، آیچی
کیرا، آیچی (به لاتین: Kira, Aichi) یک منطقهٔ مسکونی در ژاپن است که در ناحیه چوبو واقع شده‌است. کیرا ۲۲٬۲۸۰ نفر جمعیت دارد.